# Esa Hyyppä
Kaino Kaarlo Esaias (Esa) Hyyppä, född 14 juni 1902 i Lappo, död 27 augusti 1977, var en finländsk geolog. 
Hyyppä, som var son till av andelshandelsföreståndare Esa Hyyppä och Hulda Aliina Niinistö, blev student 1922, filosofie kandidat och licentiat 1933 samt filosofie doktor 1935. Han var assistent vid Helsingfors universitets mineralogisk-geologiska inrättning 1932–1934, blev docent 1933, var biträdande geolog vid Geologiska kommissionen 1934–1938, statsgeolog 1938–1946 och avdelningschef från 1946. 
Hyypää författade Die postglazialen Niveauverschiebungen auf der karelischen Landenge (akademisk avhandling, 1932) och andra arbeten om Finlands och Nordamerikas glaciala och postglaciala områden. Han blev filosofie hedersdoktor vid Colby College i Waterville, Maine, 1939 och tilldelades professors titel 1962.